# Phasia yunnanica
Phasia yunnanica är en tvåvingeart som beskrevs av Sun 2003. Phasia yunnanica ingår i släktet Phasia och familjen parasitflugor. Inga underarter finns listade i Catalogue of Life.